# Lanthanoidenkontraktion
Bei der Lanthanoidenkontraktion handelt es sich um das Phänomen, dass der Ionenradius bei den Lanthanoiden abnimmt, vom Lanthan (Ordnungszahl 57) bis zum Lutetium (Ordnungszahl 71). Der Begriff wurde das erste Mal von dem Geochemiker Victor Moritz Goldschmidt in seiner berühmten Reihe „Geochemische Verteilungsgesetze der Elemente“ verwendet.
Die Abnahme des Ionenradius innerhalb der Gruppe der Lanthanoiden unterscheidet diese von den anderen Nebengruppenelementen. Dort beobachtet man nur eine geringe Abnahme der Radien und gegen Ende der Periode sogar eine Zunahme.
Ein analoges Verhalten zur Lanthanoidenkontraktion findet man bei den Actinoiden, die Actinoidenkontraktion.

## Theoretische Betrachtungen
Die Ursache der Lanthanoidenkontraktion liegt in den Eigenschaften der 4f-Unterschale: Die f-Atomorbitale sind von der Gestalt her sehr groß und diffus, so dass die dort enthaltenen Elektronen weniger lokalisiert sind als in den übrigen s-, p- und d-Orbitalen. Dies führt dazu, dass die vom Lanthan zum Lutetium zunehmende Kernladung schlecht  abgeschirmt wird – eine stärkere Anziehung der 6s- und 5p-Elektronen ist die Folge: Die (dreifach positiven) Ionen schrumpfen.

## Relativistische Einflüsse
Bei schweren Elementen wie den Lanthanoiden müssen relativistische Effekte berücksichtigt werden. So tragen diese etwa zu 10 % zu der Lanthanoidenkontraktion bei. Die näher am Kern gelegenen Elektronen, wie die des 1s-Orbitals, bewegen sich mit hohen Geschwindigkeiten, was zu einer relativistischen Massenzunahme der Elektronen und einer Kontraktion dieser inneren Schalen führt. Dadurch wird die Kernladung stärker abgeschirmt, und die 4f-Orbitale werden relativistisch destabilisiert. Aus diesem Grund schirmen die 4f-Elektronen die Kernladung noch schlechter ab, und eine weitere Radienkontraktion der 6s- und 5p-Orbitale ist die Folge.

## Auswirkungen
Wenn mehr Masse (Protonen und Neutronen) in einen Raum gepackt wird, der einer „Kontraktion“ unterliegt, wird erwartet, dass die Dichte mit der Ordnungszahl der Lanthanoiden zunimmt, und zwar kontinuierlich (mit Ausnahme des atypischen 2., 7. und 14.), wobei der maximale Dichtewert für das letzte Lanthanoid (Lu) 160 % des ersten Lanthanids (La) beträgt. Auch die Schmelzpunkte steigen für diese 12 Lanthanoide stetig an, wobei der Wert (in Kelvin) für letztere 161 % des ersteren beträgt. Diese Beziehung zwischen Dichte und Schmelzpunkt hängt nicht nur von einem Vergleich zwischen diesen beiden Lanthanoiden ab, weil der Korrelationskoeffizient (Pearson-Produktmoment) für Dichte und Schmelzpunkt für diese 12 Lanthaniden 0,982 und für alle 15 Lanthanoiden 0,946 beträgt. Die Lanthanoidenkontraktion bewirkt, dass Nebengruppenelemente innerhalb einer Gruppe z. T. sehr ähnliche Radien besitzen. So sind die Atome der im Periodensystem untereinanderstehenden Metalle Zirconium und Hafnium nahezu gleich groß und weisen ein chemisch sehr ähnliches Verhalten auf. Dies ist auch der Grund, warum Hafnium erst 1923 mittels Röntgenspektroskopie in einem Zirconium-Erz nachgewiesen werden konnte.